# Myrmarachne satarensis
Myrmarachne satarensis är en spindelart som beskrevs av Narayan 1915. Myrmarachne satarensis ingår i släktet Myrmarachne och familjen hoppspindlar. Inga underarter finns listade i Catalogue of Life.